# 芹沢常行
芹沢 常行（せりざわ つねゆき、1915年11月2日 - 2005年11月21日）は、日本の警察官。
静岡県三島市出身。中央大学法学部二部卒。昭和35年（1960年）に施行された検視官制度において、日本初の検視官3名のうちの一人。

## 人物
1939年警視庁巡査となる。警邏係、警務係を経て、1948年愛宕警察署捜査係長、1956年本所警察署刑事課長、警視庁刑事部鑑識課現場鑑識係長、同捜査第一課係長を経て、1960年日本で初めての検視官となる。検視官として、臨場した変死体は、15年間で約3,000体。その仕事ぶりからいつからか、「スッポンの芹さん」というあだ名が付けられる。その後、調布警察署長、警視庁刑事部地方課長、警視庁刑事部鑑識課長、板橋警察署長、警視庁刑事部検死官室長(刑事部理事官)を歴任。退官後は、警察庁刑事局嘱託、関東管区警察学校講師などを務めた。
平成17年（2005年）11月21日に死去（享年91）。

## 受賞
- 警視総監賞
- 従六位勲五等双光旭日章

## 作品
- 「完全犯罪と闘う」（中公文庫）
- 「検死百態」(立花書房)
- 「検死読本」（同）

## 監修
- Dr.刑事クインシー日本語版